# Platyzosteria obscuripes
Platyzosteria obscuripes är en kackerlacksart som först beskrevs av Johann Gottlieb Otto Tepper 1893.  Platyzosteria obscuripes ingår i släktet Platyzosteria och familjen storkackerlackor. Inga underarter finns listade i Catalogue of Life.